# Hallenbad City

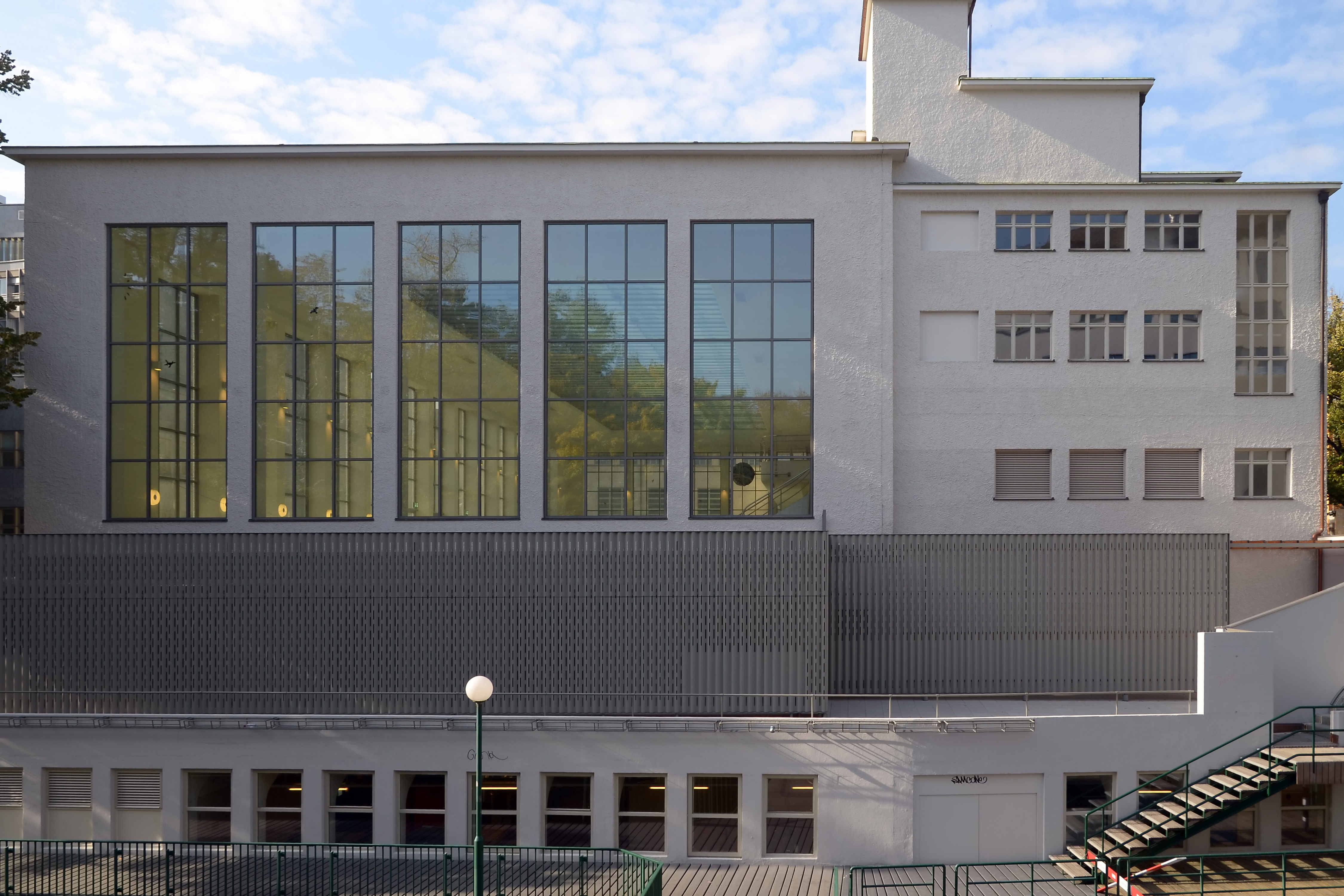
Dem Schanzengraben zugewandte Seite des Hallenbads mit rechts dem vier Etagen hohen Garderobenbau und links dem Schwimmbeckentrakt (2012)

Das Hallenbad City ist ein öffentliches Hallenbad der Stadt Zürich. Es liegt im Kreis 1 am Schanzengraben zwischen Sihlporte und Stauffacher. Es war das erste Hallenbad der Schweiz mit einem 50 Meter-Schwimmbecken. Die Wasserheizung mit Wärmepumpen an Stelle der damals üblichen Kohle oder Gas galt bei der Eröffnung 1941 als revolutionär und selbst zu Beginn des 21. Jahrhunderts immer noch als fortschrittlich.
Der historische Bau wurde in den Jahren 1939 bis 1941 im Landistil errichtet: streng und rational mit einigen verspielten Details. Prägend am Gebäude sind das Glasdach und die hohen Fensterfronten. Architekt war der Stadtbaumeister Hermann Herter. Im Treppenhaus befinden sich Wandmalereien von Karl Walser aus dem Jahr 1941. Der Bau wurde ins Inventar schützenswerter Bauten von kommunaler Bedeutung aufgenommen.
Der Name «Hallenbad City» wurde zu Unterscheidungszwecken 1973 bei der Eröffnung weiterer Zürcher Hallenbäder (Altstetten und Bungertwies) eingeführt.
Das Bad selbst verfügt über ein 50-Meter-Becken mit sechs Bahnen (28 °C), ein Nichtschwimmerbecken (30 °C) und ein variables Becken mit Hubboden und behindertengerechtem Ausbau (29 °C). Es verfügt über einen kleinen Aussenbereich; im Keller befinden sich eine Sauna und ein Ruheraum, im Obergeschoss ein Gymnastikraum.
1980 und 2013 wurde das Bad erneuert. Bei der letzten Restaurierung wurde vielerorts der Originalzustand wiederhergestellt, die Haustechnik erneuert und ein drittes Becken errichtet.
Bis 2018 haben die Besucherzahlen der Zürcher Hallenbäder innerhalb von zehn Jahren um ein Drittel zugenommen, was auch im City-Hallenbad zu einer Nutzung an der Auslastungsgrenze zu Spitzenzeiten führte.

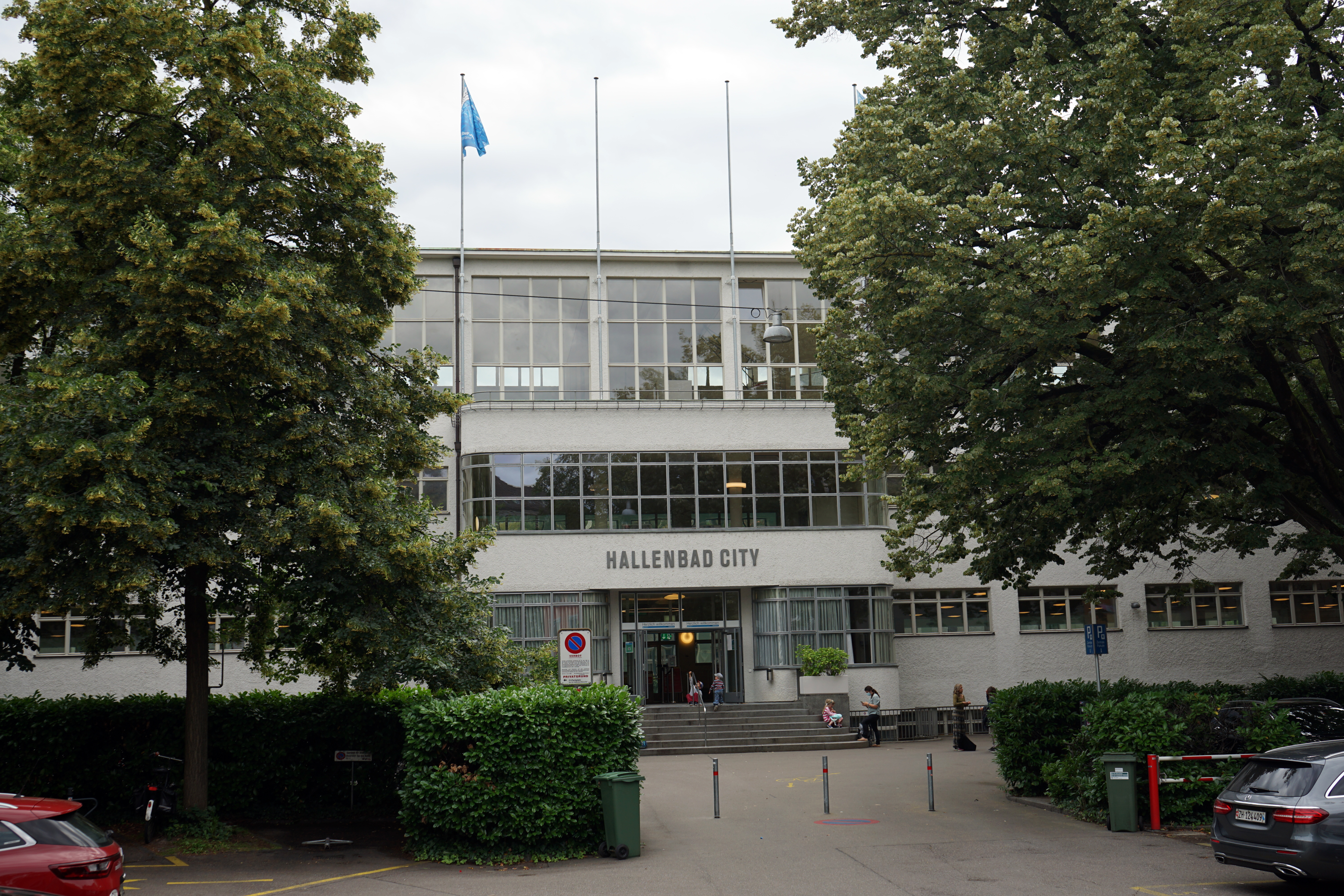
Fassade mit Eingang
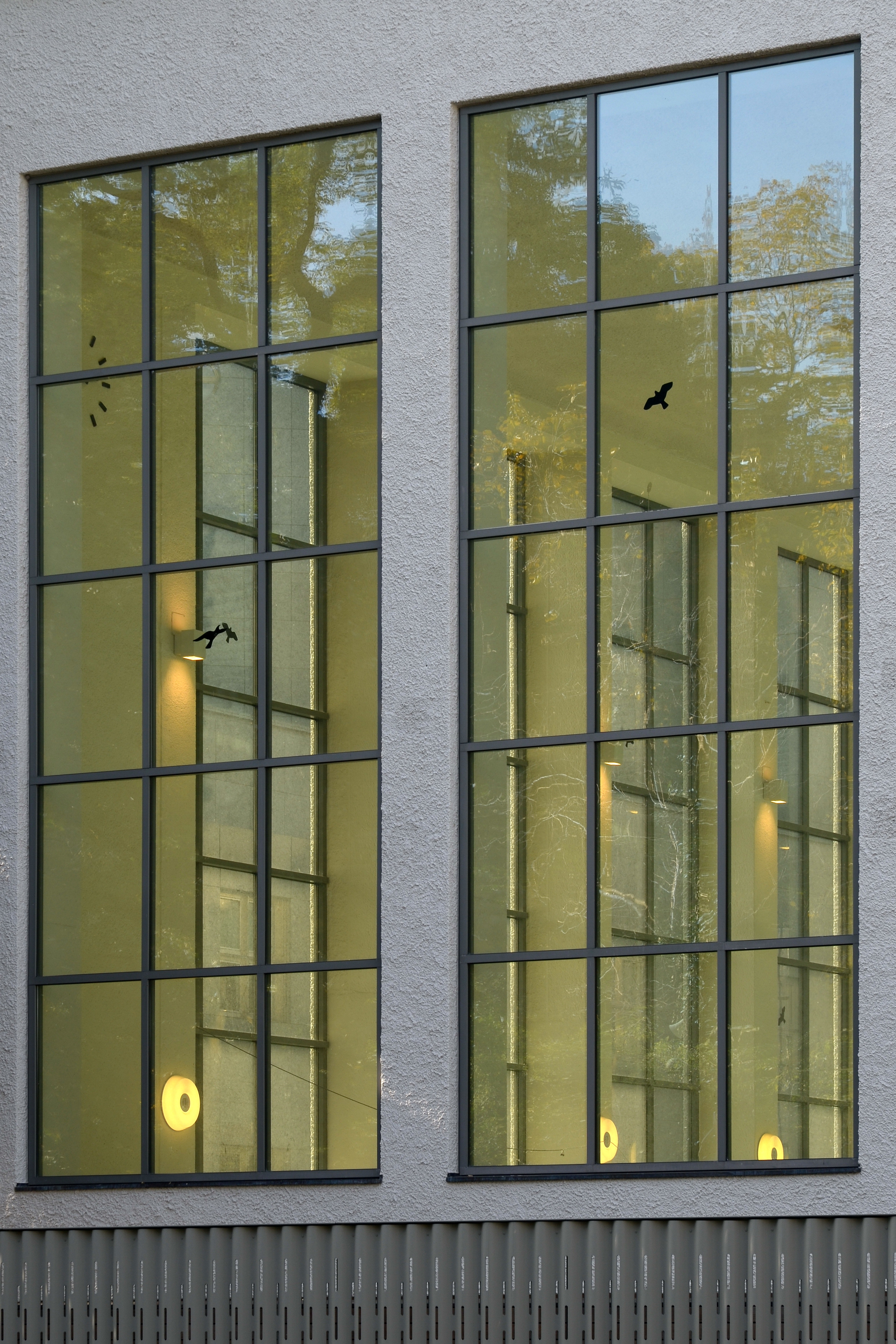
Fensterpartie
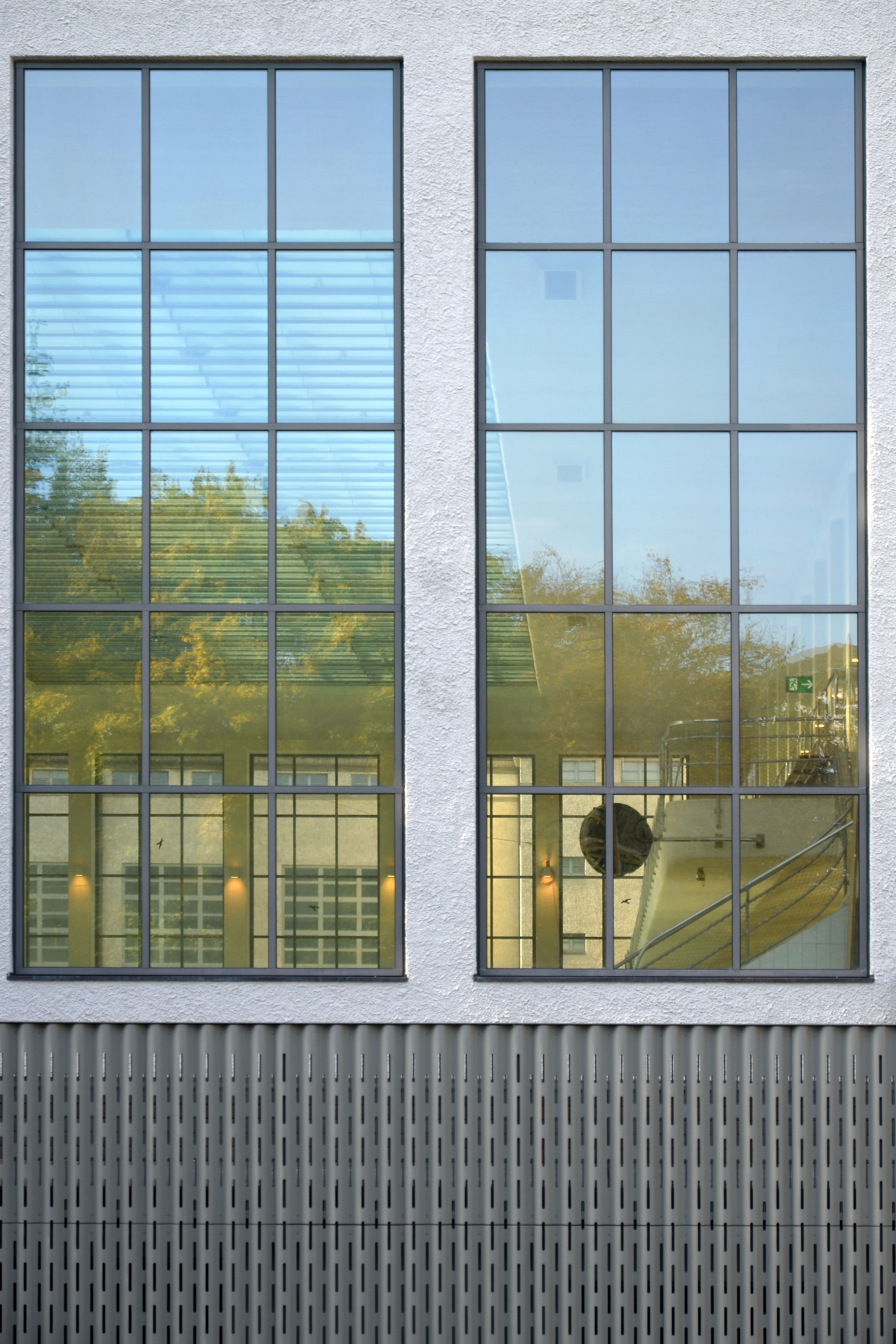
Fenster- und Fassadenpartie
Luftaufnahme von 1964 mit dem Hallenbad (unten) und Umgebung
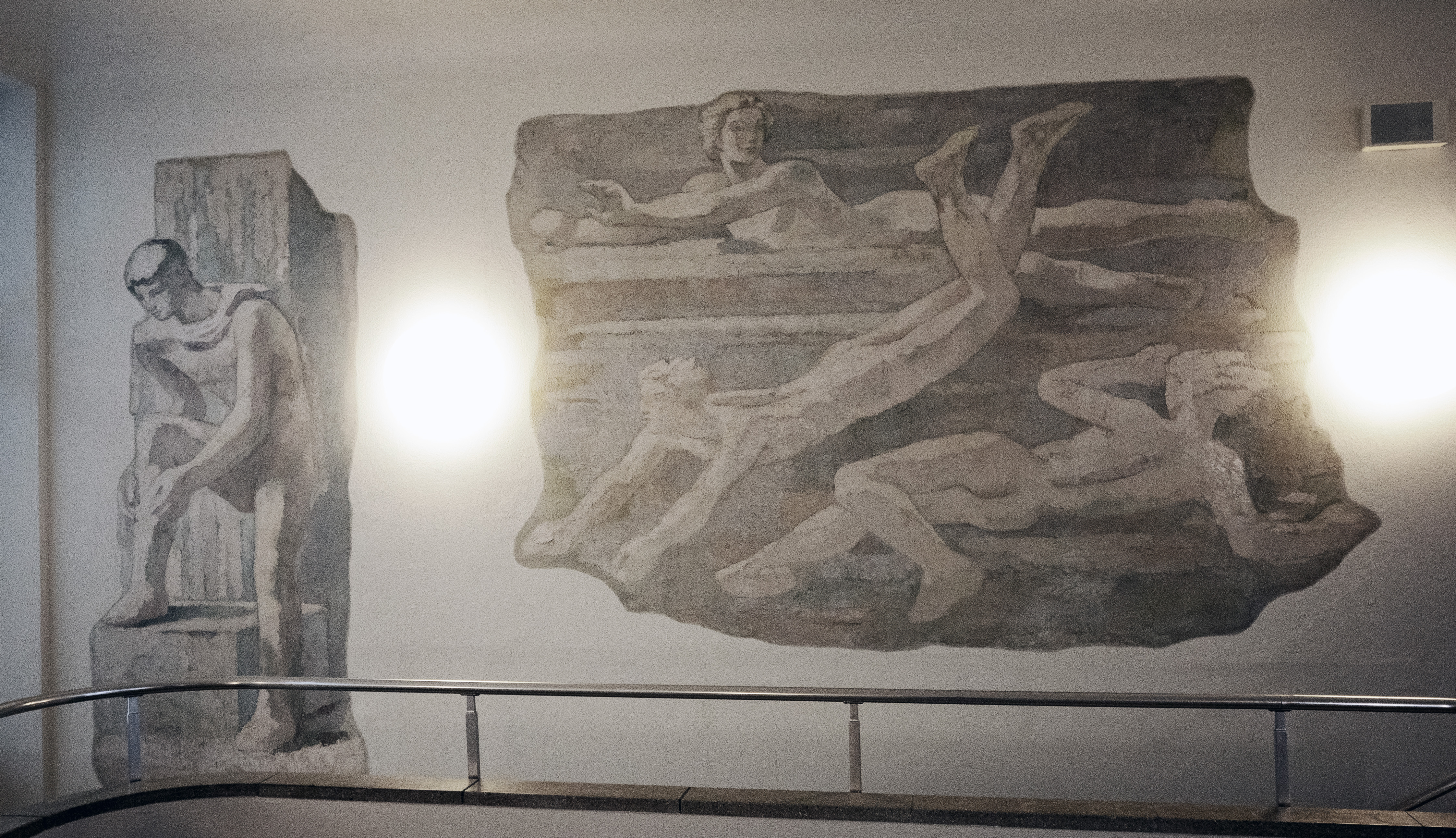
Wandbild von Karl Walser 1941
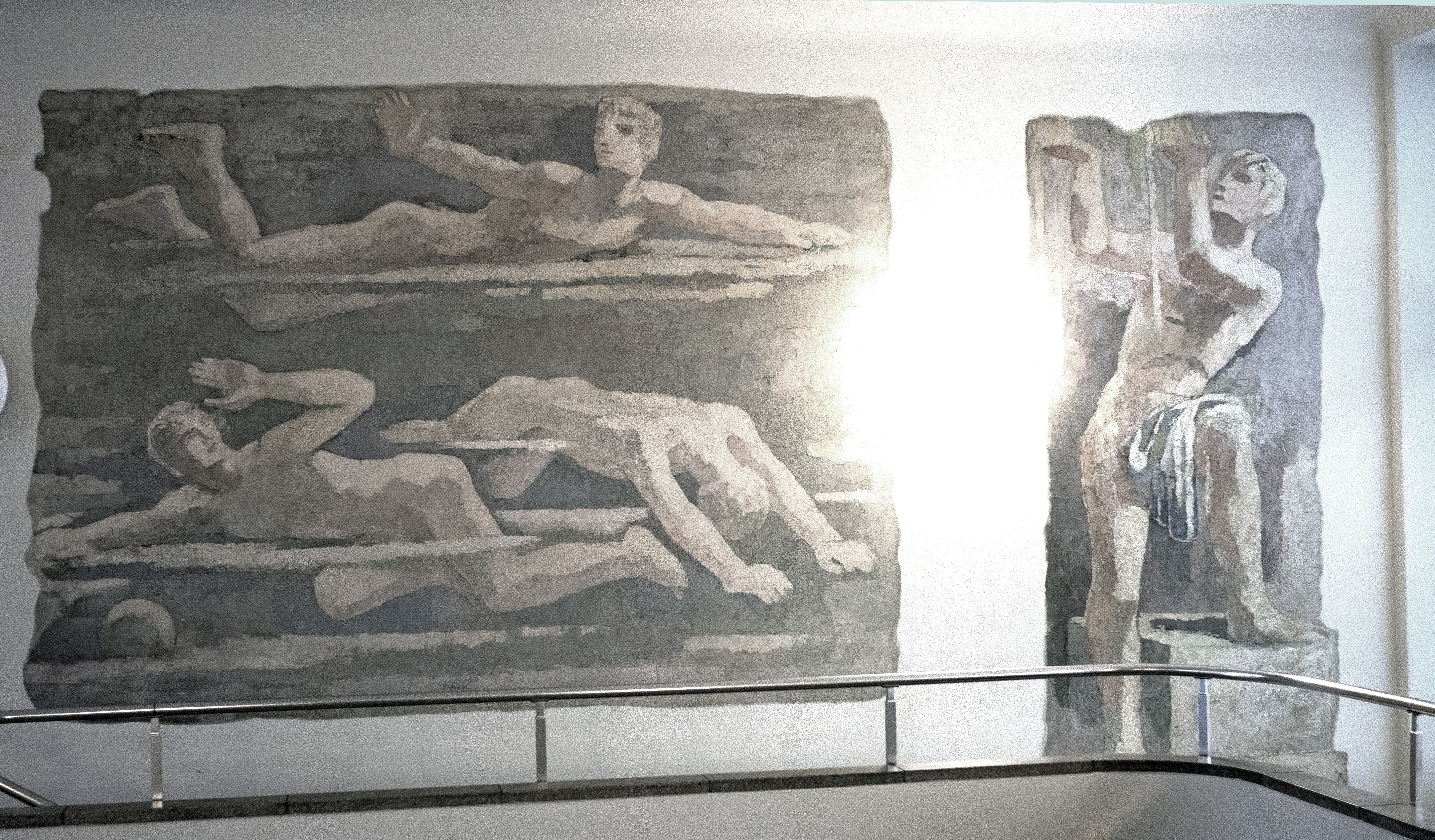
Wandbild von Karl Walser 1941